# Anthony Pettis
Anthony Pettis (ur. 27 stycznia 1987 w Milwaukee) – amerykański zawodnik mieszanych sztuk walki (MMA) wagi lekkiej i piórkowej, mistrz World Extreme Cagefighting (2010) i Ultimate Fighting Championship (2013−2015) w wadze lekkiej.

## Życiorys
Urodził się w meksykańsko-puertorykańskiej rodzinie. Ma dwóch braci, starszego Raya i młodszego Sergio (od 2011 roku również zawodowo walczy w MMA). Jego dziadek zmienił nazwisko rodzinne z Peres na Pettis z powodu dyskryminacji która spotykała jego rodzinę. Uczęszczał do rzymskokatolickiej Szkoły Wyższej Dominikanów.

## Kariera MMA

### Początki kariery
W mieszanych sztukach walki zadebiutował w styczniu 2007 roku na gali Gladiators Fighting Series – Super Brawl. Pokonał wtedy innego debiutanta Toma Erspamera przez techniczny nokaut już w 24 sekundzie pojedynku. Przez następne dwa lata był związany z organizacją Gladiators Fighting Series dla której stoczył jeszcze siedem walk – wszystkie zwycięskie, sześć razy wygrywał przed czasem, a raz przez decyzję sędziów zdobywając przy tym tytuł mistrzowski tejże organizacji i broniąc go raz.

### WEC
Na przełomie 2008/2009 roku podpisał kontrakt z czołową amerykańską organizacją MMA – World Extreme Cagefighting. Swój pierwszy pojedynek w WEC stoczył 7 czerwca 2009 roku na gali WEC 41 poddając Mike’a Campbella duszeniem trójkątnym. Drugi pojedynek stoczył pod koniec roku 19 grudnia przeciw pochodzącemu z Polski Bartowi Palaszewskiemu na gali WEC 45. Po trzech rundach wyrównanego pojedynku sędziowie niejednogłośnie orzekli zwycięstwo Polaka. To była pierwsza zawodowa porażka Pettisa w MMA. Kolejny pojedynek w WEC stoczył trzy miesiące później 6 marca 2010 roku na WEC 47. Znokautował wtedy wysokim kopnięciem i ciosami w parterze już w 1. rundzie Danny’ego Castillo. Za to zwycięstwo otrzymał bonus finansowy za nokaut wieczoru w wysokości 10,000$.
Po szybkim zwycięstwie nad Castillo kolejną walkę stoczył miesiąc później na kolejnej gali – WEC 48, a jego rywalem był Alex Karalexis. Pettis wygrał wtedy poddając Karalexisa duszeniem trójkątnym. 18 sierpnia 2010 roku wystąpił na jubileuszowej 50. gali World Extreme Cagefighting. Przeciwnikiem jego był Shane Roller. Na 9 sekund przed końcem 3. rundy i całego pojedynku Pettis poddał Rollera duszeniem trójkątnym. Za wygraną z Rollerem otrzymał bonus finansowy za poddanie wieczoru w wys. 10,000$. Po serii zwycięstw otrzymał możliwość stoczenia walki o pas mistrzowski wagi lekkiej który był w posiadaniu Bena Hendersona. Do walki doszło 16 grudnia 2010 roku na gali WEC 53. Mistrzowski pojedynek trwał cały dystans pięciu rund w czasie których przeważał Pettis punktując akcjami bokserskimi i kopnięciami, a pod koniec 5. rundy w spektakularny sposób odbił się nogą od klatki trafiając kopnięciem Hendersona w głowę. Po gongu kończącym pojedynek sędziowie jednomyślnie ogłosili zwycięstwo Pettisa oraz nowego mistrza wagi lekkiej. Za tę walkę obaj zostali wynagrodzeni bonusem finansowym za „walkę wieczoru” w wys. 10,000$.

### UFC
Na początku 2011 roku World Extreme Cagefighting zostało wchłonięte przez Ultimate Fighting Championship. Wszyscy zawodnicy mający ważne kontrakty z WEC zostali przeniesieni do UFC, a mistrzowie dywizji koguciej i piórkowej zostali automatycznie mistrzami UFC w tych kategoriach. Pettis został zmuszony do zunifikowania swojego pasa mistrzowskiego wagi lekkiej, gdyż UFC posiadało już mistrza w tej kategorii wagowej. Swój pierwszy pojedynek po fuzji WEC/UFC stoczył 4 czerwca 2011 roku na gali The Ultimate Fighter 13 Finale. Przeciwnikiem Pettisa był Clay Guida. Po trzech rundach pojedynku sędziowie orzekli zwycięstwo Guidy.
Po przegranym debiucie w UFC stoczył zwycięski pojedynek z Jeremym Stephensem na gali UFC 136. Pettis wygrał wtedy przez niejednogłośną decyzję sędziów. 
Kolejny pojedynek w UFC został zaplanowany na 26 lutego 2012 roku na gali UFC 144 która odbyła się Saitamie. Pettis został zestawiony z Joe Lauzonem którego znokautował w niespełna półtorej minuty wysokim kopnięciem na głowę oraz ciosami pięściami. 
Na UFC on Fox 6 w Chicago stoczył zwycięski pojedynek z Donaldem Cerrone, pokonując go przez nokaut(kopnięcie na tułów) w 2:35 minucie pierwszej rundy. Wcześniej Pettis wykonywał wiele widowiskowych akcji, takich jak odbicie się nogą od klatki i cios kolanem. Po tej walce poprosił szefa UFC Dana White’a o to, aby mógł zawalczyć o pas mistrzowski z mistrzem kategorii piórkowej Jose Aldo – ostatecznie White zgodził się na to. Do mistrzowskiego pojedynku który miał się odbyć 3 sierpnia 2013 roku na gali w Rio de Janeiro nie doszło z powodu kontuzji Pettisa. Po krótkim czasie Pettis zasugerował, że mógłby stoczyć walkę w swojej wadze (70 kg) z mistrzem Benem Hendersonem którego w przeszłości pokonał. Po czasie matchmaker wspólnie z włodarzami UFC przychylili się do jego prośby i zestawili go z Hendersonem. Starcie miało miejsce 31 sierpnia w Milwaukee na gali numer 164. Pojedynek nie wyglądał tak jak ich pierwsza walka z 2010 roku, Henderson nie chcąc dopuścić Pettisa do kontrolowania pojedynku w stójce starał się klinczować pod siatką oraz sprowadzać do parteru, ale każdą próbę obalenia pretendent wybraniał. W jednej z akcji Pettis zaatakował kopnięciami na korpus. Pod koniec 1. rundy Pettis zaatakował ekwilibrystycznym obrotowym kopnięciem którym chybił i został sprowadzony na ziemię przez Bensona. Będąc w parterze pretendent założył dźwignię prostą na łokieć obrońcy tytułu który nie będąc już w stanie uciec z niej werbalnie poddał pojedynek tracąc tym samym pas mistrzowski na rzecz Pettisa.
14 marca 2015 na gali UFC 185 stracił pas mistrza na rzecz Brazylijczyka Rafaela dos Anjosa przegrywając z nim na punkty.
Po stracie mistrzostwa, dwukrotnie schodził z oktagonu UFC pokonany, najpierw ulegając niejednogłośnie na punkty Eddiemu Alvarezowi, następnie Edsonowi Barbozie również na punkty. Po serii porażek postanowił zejść do kategorii piórkowej (-66 kg). 27 sierpnia 2016, w debiucie w nowej wadze pokonał Charlesa Oliveirę przez poddanie (duszenie gilotynowe). 
10 grudnia 2016 na UFC 206, miał stanąć do walki o tymczasowe mistrzostwo wagi piórkowej z Hawajczykiem Maxem Hollowayem, lecz w przeddzień gali, podczas oficjalnego ważenia, nie udało mu się wypełnić wymaganego limitu wagowego co skutkowało odebraniem mu części wynagrodzenia oraz szansy na zdobycie tymczasowego pasa. Ostatecznie walkę z Hawajczykiem przegrał przez TKO w 3. rundzie.
Po przegranej z Hollowayem, wrócił do wagi wyżej, tocząc 8 lipca 2017 zwycięski pojedynek z Jimem Millerem, którego pokonał jednogłośnie na punkty. 11 listopada 2017 na gali UFC Fight Night: Poirier vs. Pettis zmierzył się z Dustinem Poirierem, przegrywając z nim wskutek kontuzji żeber przez techniczny nokaut w trzeciej rundzie. 
7 lipca 2018 podczas wydarzenia UFC 226 pokonał Michaela Chiesę przez poddanie, natomiast 6 października 2018 przegrał TKO wskutek kontuzji ręki z Tonym Fergusonem.

### PFL
Pod koniec 2020 roku związał się z inną czołową amerykańską organizacją Professional Fighters League i ogłosił, że będzie startował jako zawodnik wagi lekkiej w sezonie 2021.
23 kwietnia 2021 na PFL 1 zadebiutował u nowego pracodawcy przeciwko Clay'owi Collardowi. Przegrał walkę przez jednogłośną decyzję.
Oczekiwano, że 10 czerwca 2021 zmierzy się z Alexandrem Martinezem na wydarzeniu PFL 4, jednak wycofał się z walki, z powodu choroby. Martinez natomiast zmierzył się z Natanem Schulte. Nowym rywalem Pettisa został inny Brazylijczyk, Raush Manfio, z którym przegrał wyrównaną walkę niejednogłośnie na punkty (29-28, 28-29, 29-28). 
6 maja 2022 na gali PFL 3 odniósł swoją pierwszą wygraną w klatce organizacji, poddając Mylesa Price’a na gali w Teksasie.
W ostatnich walkach stoczonych w 2022 roku dwukrotnie przegrywał ze Szkotem Stevenem Ray'em - pierwszy raz przez poddanie, a drugi, przez jednogłośną decyzję sędziów.

## Przedsięwzięcia i życie prywatne
Wraz z innymi partnerami biznesowymi jest właścicielem klubu Roufusport MMA i Showtime Sports Bar w Milwaukee.
Wraz z Jonem Jonesem, Urijah Faberem, Josephem Benavidezem, Markiem Muñozem, Chadem Mendesem wystąpił w reklamie Form Athletics (obecnie należącej do K-Swiss).
2 grudnia 2013 otrzymał certyfikat osiągnięć od Gubernatora Wisconsin, Scotta Walkera.
30 czerwca 2014 roku ogłoszono, że podpisał umowę sponsorską z Reebok.
Jesienią 2014 roku został wybrany na pierwszego mistrza UFC, który pojawił się na okładce pudełka amerykańskiego przedsiębiorstwa General Mills. Pudełko pojawiło się w sklepach na początku 2015 roku, wtedy kiedy stracił już swój pas na rzecz dos Anjosa.
Ma dwie córki, jedną z poprzedniego związku i jedną ze swoją obecną partnerką.

## Kariera telewizyjna
Pettis pojawił się w 4 odcinku serialu dokumentalnego World of Jenks, gdzie dokumentalista mieszkał z Pettisem przez tydzień przed jego walką z Dannym Castillo na gali WEC 47. Odcinek dał wgląd w przygotowania do walki Pettisa, a także dał wgląd w jego życie rodzinne.

## Osiągnięcia i nagrody

### Mieszane sztuki walki
- Gladiators Fighting Series
  - 2008: mistrz Gladiators Fighting w wadze lekkiej
- World Extreme Cagefighting
  - 2010: mistrz WEC w wadze lekkiej
- Ultimate Fighting Championship
  - 2013–2015: mistrz UFC w wadze lekkiej
  - Bonus za walkę wieczoru (dwa razy) vs. Dustin Poirier (2017)[33], Tony Ferguson (2018)[34]
  - Bonus za nokaut wieczoru (dwa razy) vs. Joe Lauzon (2012)[35], Donald Cerrone (2013)[36]
  - Bonus za poddanie wieczoru (raz) vs. Benson Henderson (2013)[37]
  - Bonus za występ wieczoru (trzy razy) vs. Gilbert Melendez (2014)[38], Michael Chiesa (2018)[39], Stephen Thompson (2019)[40]

- MMAFighting.com
  - 2010: Walka roku vs. Benson Henderson[41]
- Sherdog
  - 2010: Przełomowy Zawodnik Roku[42]
- USA Today
  - 2010: Walka roku vs. Benson Henderson
- MMAJunkie.com
  - 2019: Nokaut miesiąca marzec vs. Stephen Thompson[43]
- World MMA Awards
  - 2018: Walka roku vs. Tony Ferguson[44]

## Lista zawodowych walk w MMA
| Wynik     | Bilans | Przeciwnik (bilans przed walką) | Rozstrzygnięcie                                   | Runda | Czas | Rozgrywki                           | Data       | Miejsce       | Uwagi |
| --------- | ------ | ------------------------------- | ------------------------------------------------- | ----- | ---- | ----------------------------------- | ---------- | ------------- | --- |
| Przegrana | 25-14  | Steven Ray (24-10)              | Decyzja (jednogłośna)                             | 3     | 5:00 | PFL 7: 2022 Playoffs                | 05.08.2022 | Nowy Jork     | Półfinały turnieju PFL 2022 w wadze lekkiej                                                                            |
| Przegrana | 25-13  | Steven Ray (23-10)              | Poddanie (dźwignia typu twister)                  | 2     | 3:57 | PFL 2022 #5: Regular Season         | 24.06.2022 | Atlanta       | Playoffy sezonu regularnego PFL 2022                                                                                   |
| Wygrana   | 25-12  | Myles Price (11-7)              | Poddanie (duszenie trójkątne nogami)              | 1     | 4:17 | PFL 2022 #3: Regular Season         | 06.05.2022 | Arlington     | Playoffy sezonu regularnego PFL 2022                                                                                   |
| Przegrana | 24-12  | Raush Manfio (12-3)             | Decyzja (niejednogłośna)                          | 3     | 5:00 | PFL 2021 #6: Regular Season         | 25.06.2021 | Atlantic City | Co-Main Event |
| Przegrana | 24-11  | Clay Collard (18-8)             | Decyzja (jednogłośna)                             | 3     | 5:00 | PFL 2021 #1: Regular Season         | 23.04.2021 | Atlantic City | Powrót do wagi lekkiej, Main Event                                                                                     |
| Wygrana   | 24-10  | Alex Morono (18-6)              | Decyzja (jednogłośna)                             | 3     | 5:00 | UFC Fight Night: Thompson vs. Neal  | 19.12.2020 | Las Vegas     | |
| Wygrana   | 23-10  | Donald Cerrone (36-14)          | Decyzja (jednogłośna)                             | 3     | 5:00 | UFC 249                             | 09.05.2020 | Jacksonville  | |
| Przegrana | 22-10  | Carlos Diego Ferreira (16-2)    | Poddanie (duszenie zza pleców)                    | 2     | 1:46 | UFC 246                             | 18.01.2020 | Las Vegas     | Pojedynek w wadze lekkiej                                                                                              |
| Przegrana | 22-9   | Nate Diaz (19-11)               | Decyzja (jednogłośna)                             | 3     | 5:00 | UFC 241                             | 17.08.2019 | Los Angeles   | Co-Main Event |
| Wygrana   | 22-8   | Stephen Thompson (14-3-1)       | KO (ciosy)                                        | 2     | 4:55 | UFC on ESPN+ 6: Thompson vs. Pettis | 23.03.2019 | Nashville     | Powrót do wagi półśredniej, Bonus za występ wieczoru, Main Event                                                       |
| Przegrana | 21-8   | Tony Ferguson (23-3)            | TKO (kontuzja ręki)                               | 2     | 5:00 | UFC 229                             | 06.10.2018 | Las Vegas     | Bonus za walkę wieczoru, Co-Main Event                                                                                 |
| Wygrana   | 21-7   | Michael Chiesa (13-3)           | Poddanie (dźwignia na rękę)                       | 2     | 0:52 | UFC 226                             | 07.07.2018 | Las Vegas     | Limit umowny do 74,4 kg, Chiesa nie wykonał wagi, Bonus za występ wieczoru                                             |
| Przegrana | 20-7   | Dustin Poirier (21-5)           | TKO (kontuzja żeber)                              | 3     | 2:08 | UFC Fight Night: Poirier vs. Pettis | 11.11.2017 | Norfolk       | Bonus za walkę wieczoru, Main Event                                                                                    |
| Wygrana   | 20-6   | Jim Miller (28-9)               | Decyzja (jednogłośna)                             | 3     | 5:00 | UFC 213                             | 08.07.2017 | Las Vegas     | Powrót do wagi lekkiej                                                                                                 |
| Przegrana | 19-6   | Max Holloway (16-3)             | TKO (ciosy pięściami)                             | 3     | 4:50 | UFC 206                             | 10.12.2016 | Toronto       | Pojedynek o tymczasowy pas mistrzowski UFC wagi piórkowej, Petis nie wykonał wagi i nie mógł zdobyć tytułu, Main Event |
| Wygrana   | 19-5   | Charles Oliveira (21-5)         | Poddanie (duszenie gilotynowe)                    | 3     | 1:49 | UFC on Fox: Maia vs. Condit         | 27.08.2016 | Vancouver     | Debiut w wadze piórkowej, Co-Main Event                                                                                |
| Przegrana | 18-5   | Edson Barboza (16-4)            | Decyzja (jednogłośna)                             | 3     | 5:00 | UFC 197                             | 23.04.2016 | Las Vegas     | |
| Przegrana | 18-4   | Eddie Alvarez (26-4)            | Decyzja (niejednogłośna)                          | 3     | 5:00 | UFC Fight Night: Dillashaw vs. Cruz | 17.01.2016 | Boston        | Co-Main Event |
| Przegrana | 18-3   | Rafael dos Anjos (23-7)         | Decyzja (jednogłośna)                             | 5     | 5:00 | UFC 185                             | 14.03.2015 | Dallas        | Stracił pas mistrzowski UFC w wadze lekkiej, Main Event                                                                |
| Wygrana   | 18-2   | Gilbert Melendez (22-3)         | Poddanie (duszenie gilotynowe)                    | 2     | 1:53 | UFC 181                             | 06.12.2014 | Las Vegas     | Obronił pas mistrzowski UFC w wadze lekkiej, Bonus za występ wieczoru, Co-Main Event                                   |
| Wygrana   | 17-2   | Benson Henderson (19-2)         | Poddanie (dźwignia na staw łokciowy)              | 1     | 4:31 | UFC 164                             | 31.08.2013 | Milwaukee     | Zdobył pas mistrzowski UFC w wadze lekkiej, Bonus za poddanie wieczoru, Main Event                                     |
| Wygrana   | 16-2   | Donald Cerrone (19-4)           | KO (kopnięcie w korpus)                           | 1     | 2:35 | UFC on Fox 6 – Johnson vs. Dodson   | 26.01.2013 | Chicago       | Bonus za nokaut wieczoru                                                                                               |
| Wygrana   | 15-2   | Joe Lauzon (21-6)               | KO (wysokie kopnięcie na głowę i ciosy pięściami) | 1     | 1:21 | UFC 144                             | 26.02.2012 | Saitama       | Bonus za nokaut wieczoru                                                                                               |
| Wygrana   | 14-2   | Jeremy Stephens (20-6)          | Decyzja sędziowska (niejednogłośna)               | 3     | 5:00 | UFC 136                             | 08.10.2011 | Houston       | Debiut w UFC |
| Przegrana | 13-2   | Clay Guida (28-11)              | Decyzja (jednogłośna)                             | 3     | 5:00 | The Ultimate Fighter 13 Finale      | 04.06.2011 | Las Vegas     | |
| Wygrana   | 13-1   | Benson Henderson (12-1)         | Decyzja (jednogłośna)                             | 5     | 5:00 | WEC 53                              | 16.12.2010 | Glendale      | Zdobył pas mistrzowski WEC w wadze lekkiej, Bonus za walkę wieczoru, Main Event                                        |
| Wygrana   | 12-1   | Shane Roller (8-2)              | Poddanie (duszenie trójkątne)                     | 3     | 4:51 | WEC 50                              | 18.08.2010 | Las Vegas     | Bonus za poddanie wieczoru, Co-Main Event                                                                              |
| Wygrana   | 11-1   | Alex Karalexis (10-4)           | Poddanie (duszenie trójkątne)                     | 2     | 1:35 | WEC 48                              | 24.04.2010 | Sacramento    | |
| Wygrana   | 10-1   | Danny Castillo (8-2)            | KO (wysokie kopnięcie i ciosy pięściami)          | 1     | 2:27 | WEC 47                              | 06.03.2010 | Columbus      | Bonus za nokaut wieczoru                                                                                               |
| Przegrana | 9-1    | Bart Palaszewski (32-13)        | Decyzja (niejednogłośna)                          | 3     | 5:00 | WEC 45                              | 19.12.2009 | Las Vegas     | |
| Wygrana   | 9-0    | Mike Campbell (6-1)             | Poddanie (duszenie trójkątne)                     | 1     | 1:49 | WEC 41                              | 07.06.2009 | Sacramento    | Debiut w WEC, Powrót do wagi lekkiej                                                                                   |
| Wygrana   | 8-0    | Gabe Walbridge (8-9)            | TKO (ciosy pięściami)                             | 1     | 0:56 | GFS: Season’s Beatings              | 13.12.2008 | Milwaukee     | Debiut w wadze półśredniej                                                                                             |
| Wygrana   | 7-0    | Jay Ellis (9-23)                | Poddanie (ciosy pięściami)                        | 1     | 1:12 | GFS 55                              | 04.10.2008 | Milwaukee     | Obronił pas mistrzowski GFS w wadze lekkiej                                                                            |
| Wygrana   | 6-0    | Sherron Leggett (16-4)          | Decyzja (niejednogłośna)                          | 3     | 5:00 | GFS: Fight Club                     | 21.06.2008 | Milwaukee     | Zdobył pas mistrzowski GFS w wadze lekkiej                                                                             |
| Wygrana   | 5-0    | Mike Lambrecht (6-5)            | KO (wysokie kopnięcie)                            | 1     | 1:49 | GFS: Knockout Kings                 | 29.03.2008 | Milwaukee     | |
| Wygrana   | 4-0    | George Barrazza (0-0)           | TKO (ciosy pięściami)                             | 1     | 4:31 | GFS: The Warriors                   | 16.02.2008 | Wisconsin     | |
| Wygrana   | 3-0    | Michael Skinner (1-6-1)         | Poddanie (ciosy pięściami)                        | 1     | 0:36 | GFS: Seasons Beatings               | 01.12.2007 | Milwaukee     | |
| Wygrana   | 2-0    | Lonny Amdahl (0-0)              | Poddanie (kontuzja)                               | 1     | 0:12 | GFS: Rumble in the Cage             | 17.08.2007 | Green Bay     | |
| Wygrana   | 1-0    | Tom Erspamer (0-0)              | KO (ciosy pięścią)                                | 1     | 0:24 | GFS: Super Brawl                    | 27.01.2007 | Wisconsin     | Debiut w zawodowym MMA                                                                                                 |